# 東部聯盟 (KHL)
東部聯盟是大陸冰球聯賽（KHL）中用於劃分球隊的兩個聯盟之一。對應的是西部聯盟。包含卡拉莫夫分區和切爾尼謝夫分區。